# Cerilio Cijntje
Cerilio Cijntje (Willemstad, 26 mei 1992) is een Nederlands voetballer die als aanvaller speelt.
Cijntje begon in de jeugd van Ajax. In 2011 mocht hij vertrekken en ging hij naar SC Telstar. Sinds 2014 speelt hij voor diverse amateurverenigingen.

## Cluboverzicht
| Seizoen  | Club    | Competitie     | Wedstrijden | Doelpunten |
| -------- | ------- | -------------- | ----------- | ---------- |
| 2011-'12 | Telstar | Eerste Divisie | 14          | 3          |
| 2012-'13 | Telstar | Eerste Divisie | 15          | 5          |